# Журавлёв, Виталий Анатольевич
Вита́лий Анато́льевич Журавлёв (1 февраля 1941, Ленинград, СССР — 27 января 2007, Ижевск, Удмуртская Республика, Россия) — советский и российский учёный. Доктор физико-математических наук, профессор, академик РАЕН. С 1986 по 2007 годы — ректор Удмуртского государственного университета. Лауреат Государственной премии СССР в области науки и техники. Член экспертного совета Высшей аттестационной комиссии России, заслуженный деятель науки Удмуртской Республики, почётный работник высшего профессионального образования Российской Федерации.

## Биография
Виталий Анатольевич родился в Ленинграде в семье военнослужащего; здесь же с отличием окончил среднюю школу.
В 1959 году поступил в Ленинградский политехнический институт на специальность «физико-химические исследования металлов», окончив который в 1962 году по распределению был направлен в Горький на предприятие «Красное Сормово» для работы инженером-технологом в Центральном конструкторском бюро магнитной металлодинамики.
С 1968 года Виталий Анатольевич работал в Горьковском университете сначала ассистентом, а затем старшим преподавателем и доцентом кафедры физики металлов. В 1969 году здесь же защитил кандидатскую диссертацию на тему «Теплофизика формирования непрерывного слитка».
В 1976 году был приглашён в Удмуртский государственный университет на должность заведующего кафедрой теоретической физики, которую возглавлял по 1985 год. В 1981 году в Институте физики металлов Уральского отделения АН СССР защитил докторскую диссертацию на тему «Феноменологическая теория кристаллизации сплавов». В 1985 году был назначен деканом физико-математического факультета, а спустя год — ректором УдГУ.
За то время, что Журавлёв возглавлял УдГУ, вуз превратился в один из ведущих университетов страны. Количество факультетов в нём выросло с 9 до 22, многие из них позднее были реорганизованы в институты. При его ректорстве велось широкое строительство: были достроен Дворец спорта, сдан в эксплуатацию 6-й учебный корпус, построен надземный переход из 1-го во 2-й учебный корпус через Удмуртскую улицу, началось строительство Межвузовской научной библиотеки и 7-го учебного корпуса.
Виталий Анатольевич Журавлёв — автор более 150 публикаций, ряда монографий и учебных пособий на русском и английском языках. За разработку теории квазиравновесной кристаллизации сплавов в 1991 году ему была присуждена Государственная премия СССР. В 2000 году награждён нагрудным знаком «Почётный работник высшего профессионального образования Российской Федерации», в 2001 году — Орденом Дружбы, в 2004 году — почётным знаком «Ректор года 2004».
В январе 2007 года в крайне тяжёлом состоянии Виталий Анатольевич был госпитализирован в 1 Республиканскую клиническую больницу. 27 января, не приходя в сознание, ректор УдГУ скончался.